# Wilhelm Erben
Wilhelm Erben (* 3. Dezember 1864 in Salzburg; † 7. April 1933 in Graz) war ein österreichischer Historiker und Diplomatiker.

## Leben
Wilhelm Erben, der von böhmischen, teils auch hugenottischen Vorfahren abstammte, besuchte von 1874 bis 1882 das Gymnasium seiner Heimatstadt Salzburg. Von 1885 bis 1887 nahm er am 16. Kurs des Instituts für Österreichische Geschichtsforschung in Wien teil. Anschließend wurde er am Institut ein enger Mitarbeiter Theodor von Sickels bei der Edition der Urkunden Ottos III.
1891 wurde Erben Konservator am k.k. Heeresmuseum (heute: Heeresgeschichtliches Museum) in Wien. Nach seiner Habilitation 1901 war Erben zunächst Privatdozent in Wien, bis er 1903 auf eine Professur für mittelalterliche Geschichte und historische Hilfswissenschaften in Innsbruck berufen wurde; von 1917 bis zu seinem Tod 1933 war er schließlich Professor an der Karl-Franzens-Universität Graz. Ab 1920 war Erben Mitglied der Historischen Landeskommission für Steiermark. Von 1926 bis 1928 war er Vorsitzender des deutschen Historikerverbandes.
Erbens Forschungsschwerpunkte waren historische Hilfswissenschaften, die Geschichte des Kriegswesens und Salzburger Landesgeschichte. Sein Handbuch über die Kaiser- und Königsurkunden des Mittelalters in Deutschland, Frankreich und Italien (siehe: Werke) ist bis heute bedeutsam.
Nach Erben ist die 1959 in Wien-Inzersdorf neu gebaute Wilhelm-Erben-Gasse benannt. In Salzburg war er Namensgeber für die Wilhelm-Erben-Straße.

## Werke (Auswahl, chronologisch)
- Untersuchungen zu dem Codex traditionum Odalberti. In: Mitteilungen der Gesellschaft für Salzburger Landeskunde, Jahrgang 1889, (Band XXIX), S. 454–480 (online bei ANNO). [Anm. 1]
- Die älteren Immunitäten für Werden und Corvei. In: Mitteilungen des Instituts für Österreichische Geschichtsforschung. Band 12, 1891. Oldenbourg, Wien/München 1891, OBV, S. 46–54.
- Zu der Fortsetzung des Regino von Prüm. In: Neues Archiv der Gesellschaft für Ältere Deutsche Geschichtskunde zur Beförderung einer Gesamtausgabe der Quellenschriften deutscher Geschichten des Mittelalters, Band 16, 3. Hahn’sche Buchhandlung, Hannover 1891, S. 613–622. – Volltext online.
- Zur Entstehung des sogenannten Rationarium Austriacum. In: Mitteilungen des Instituts für Österreichische Geschichtsforschung. Band 16, Oldenbourg, Wien/München 1895, OBV, S. 97–116.
- Die Frage der Heranziehung des Deutschen Ordens zur Vertheidigung der ungarischen Grenze. In: Archiv für österreichische Geschichte, Band 81, 2. Hölder-Pichler-Tempsky, Wien 1895, OBV, S. 515–599.
- Nachträge zu dem zweiten Bande der Diplomata-Ausgabe. In: Neues Archiv der Gesellschaft für Ältere Deutsche Geschichtskunde zur Beförderung einer Gesamtausgabe der Quellenschriften deutscher Geschichten des Mittelalters, Band 20, 2. Hahn, Hannover und Leipzig 1895, OBV, S. 355–362. – Volltext online.
- Die Annalen-Compilation des Dechants Christan Gold von Mattsee. In: Neues Archiv der Gesellschaft für Ältere Deutsche Geschichtskunde zur Beförderung einer Gesamtausgabe der Quellenschriften deutscher Geschichten des Mittelalters. Band 22, 2. Hahn, Hannover 1897, OBV, S. 443–500. – Volltext online.[Anm. 1]
- Ursprung und Entwicklung der deutschen Kriegsartikel. In: Engelbert Mühlbacher (Red.): Theodor R. von Sickel zum Fünfzigjährigen Doctor-Jubiläum (= Mitteilungen des Instituts für Österreichische Geschichtsforschung, Ergänzungsband 6). Wagner, Innsbruck 1901, OBV, OBV.[Anm. 2]
- Quellen zur Geschichte des Stiftes und der Herrschaft Mattsee (= Fontes rerum Austriacarum, 2. Abteilung: Diplomataria et acta, Band 49). Gerold, Wien 1896, OBV.[Anm. 1]
- Das Privilegium Friedrich I. für das Herzogtum Österreich. Konegen, Wien 1902, OBV.
- Zur Beurtheilung des Salzburger Erzbischofs Wolf Dietrich von Raitenau. In: Mitteilungen der Gesellschaft für Salzburger Landeskunde, Jahrgang 1902, (Band XLII), S. 49–67 (online bei ANNO).[Anm. 3]
- Katalog des k.u.k. Heeresmuseums. Im Auftrag des Curatoriums verfasst von dem Conservator Dr. Wilhelm Erben. Adolf Holzhausen, Wien 1899, ÖNB.
- Die Kaiser- und Königsurkunden des Mittelalters in Deutschland, Frankreich und Italien. 2., unveränderter Nachdruck der Ausgabe München u. a. 1907, Sonderausgabe (= Urkundenlehre, Band 1). Wissenschaftliche Buchgesellschaft, Darmstadt 1971, OBV.
- Untersuchungen zur Geschichte des Erzbischofs Gebhard. In: Mitteilungen der Gesellschaft für Salzburger Landeskunde, Jahrgang 1913, (Band LIII), S. 1–38 (online bei ANNO).
- Untersberg-Studien. Ein Beitrag zur Geschichte der deutschen Kaisersage. In: Mitteilungen der Gesellschaft für Salzburger Landeskunde, Jahrgang 1914, (Band LIV), S. 1–96 (online bei ANNO).
- Berthold von Tuttlingen. Registrator und Notar in der Kanzlei Kaiser Ludwigs des Baiern, nach seinen Werken dargestellt (= Denkschriften, Akademie der Wissenschaften, Philosophisch-Historische Klasse, Band 66, 2). Hölder-Pichler-Tempsky, Wien (u. a.) 1923, OBV.
- Die Berichte der erzählenden Quellen über die Schlacht bei Mühldorf, Wien 1917 (Digitalisat).
- Die Schlacht bei Mühldorf: 28. September 1322, Graz 1923 (Digitalisat).
- Anwendung neuer Lichtbildverfahren für die Herausgabe der Kaiser-Urkunden. In: Neues Archiv der Gesellschaft für Ältere Deutsche Geschichtskunde zur Beförderung einer Gesamtausgabe der Quellenschriften deutscher Geschichten des Mittelalters, Band 46. Weidmann, Berlin 1920, OBV, S. 11–33. – Volltext online.
- Zur Zeitbestimmung Lamberts von Ardre. In: Neues Archiv der Gesellschaft für Ältere Deutsche Geschichtskunde zur Beförderung einer Gesamtausgabe der Quellenschriften deutscher Geschichten des Mittelalters, Band 44, 1. Weidmann, Berlin 1922, OBV, S. 314–340. – Volltext online.
- Theodor Sickel. Denkwürdigkeiten aus der Werdezeit eines deutschen Geschichtsforschers. Oldenbourg, München 1926, OBV.
- Kriegsgeschichte des Mittelalters (= Beiheft der Historischen Zeitschrift, Band 16). Oldenbourg, München (u. a.) 1929, OBV.
- Johannes v. Müller, Erzherzog Johann und die Monumenta Germaniae. In: Neues Archiv der Gesellschaft für Ältere Deutsche Geschichtskunde zur Beförderung einer Gesamtausgabe der Quellenschriften deutscher Geschichten des Mittelalters, Band 49, 1. Weidmann, Berlin 1930, OBV, S. 150–172. – Volltext online.
- Kaiserbullen und Papstbullen. In: Leo Santifaller (Hrsg.): Festschrift Albert Brackmann. Dargebracht von Freunden, Kollegen und Schülern. Böhlau, Weimar 1931, OBV, S. 148–167.
- Rombilder auf kaiserlichen und päpstlichen Siegeln des Mittelalters (= Veröffentlichungen des Historischen Seminars der Universität Graz, Band 7). Leuschner & Lubensky, Graz/Wien (u. a.) 1931, OBV.